# 成恭夏皇后
夏皇后（かこうごう）は、南宋の孝宗の皇后。諱は雲姑（うんこ）。成恭皇后（せいきょうこうごう）と諡された。

## 生涯
袁州宜春県の人。夏協の娘。出身は低いが非常な美女であった。
初め、後宮に入り、高宗の皇后呉氏の侍女を務めた。紹興31年（1161年）2月、建王趙伯琮（後の孝宗）に側室として与えられ、斉安郡夫人に封ぜられた。翌年に孝宗が即位すると、賢妃に立てられた。隆興元年（1163年）10月、皇后に冊立された。弟の夏執中や11人の親友たちにも官職が与えられた。
乾道3年6月25日（1167年7月13日）、32歳で崩御。「安恭」と諡され、臨安府の修吉寺に葬られた。紹熙5年（1194年）10月、諡を「成恭」と改めた。

## 伝記資料
- 『宋史』巻243 后妃伝下 成恭夏皇后伝
- 『宋会要輯稿』巻12 后妃一 安恭夏皇后
- 『宜春牌楼下夏氏宗譜』